# جون سول
جون سول (بالإنجليزية: John Saul)‏ (25 فبراير 1942، باسادينا في الولايات المتحدة)؛ كاتب وروائي أمريكي.

## روابط خارجية
- جون سول على موقع IMDb (الإنجليزية)
- جون سول على موقع قاعدة بيانات الفيلم (الإنجليزية)